# Cap Arcona (Schiff, 1927)
Koordinaten: 54° 2′ 30,6″ N, 10° 51′ 51,2″ O
Die Cap Arcona war ein Transatlantikliner und das Flaggschiff der Hamburg-Südamerika-Linie. Er wurde nach dem Kap Arkona auf der Insel Rügen benannt. Das Schiff wurde am 3. Mai 1945 kurz vor Ende des Zweiten Weltkriegs durch britische Flugzeuge versenkt, wobei die meisten der an Bord befindlichen ca. 4600 KZ-Häftlinge ums Leben kamen. 2800 Häftlinge kamen auf dem Begleitschiff Thielbek ums Leben.

## Schiffsgeschichte bis 1945

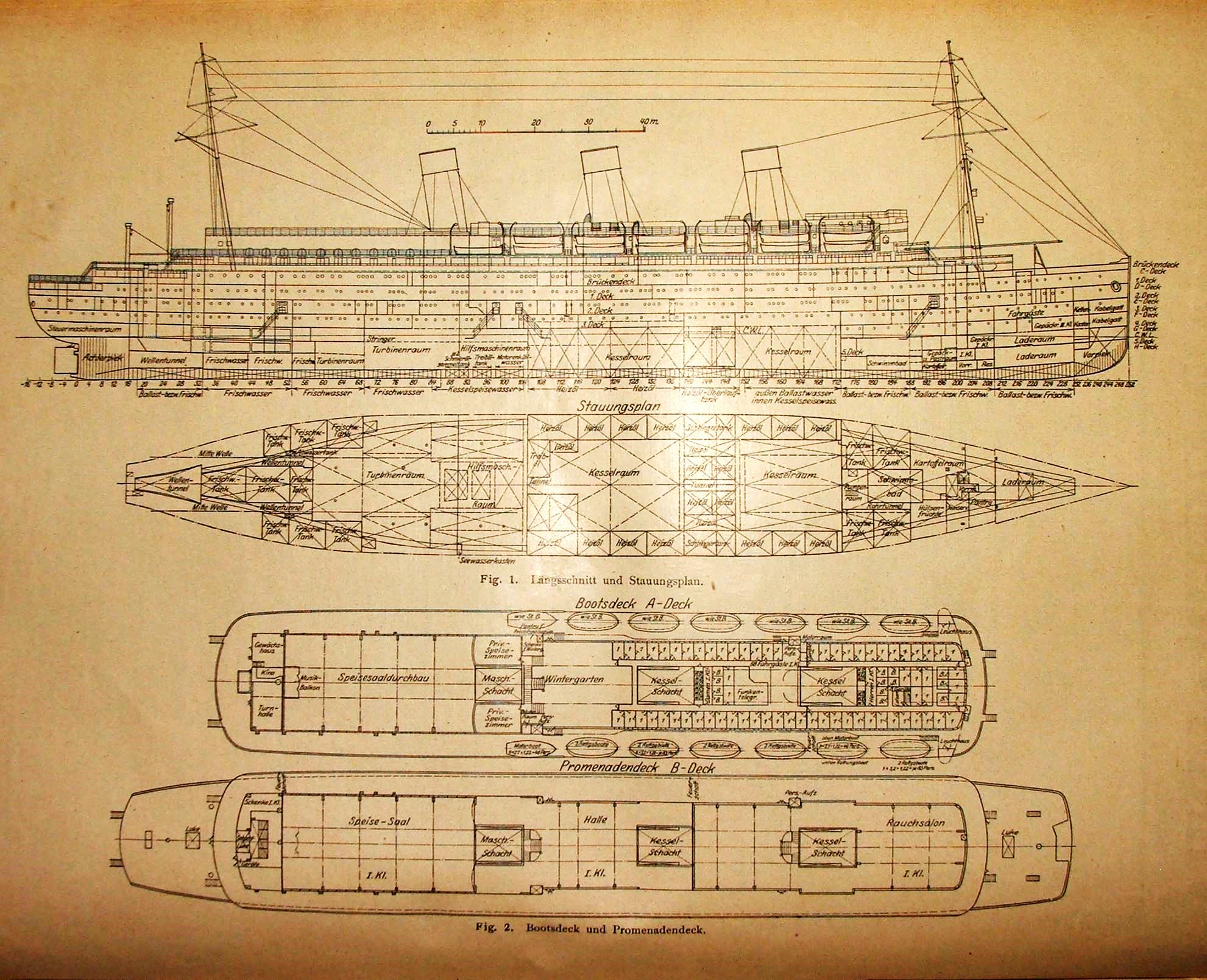
Deckpläne der Cap Arcona

Die Cap Arcona lief am 14. Mai 1927 vom Stapel und galt als eines der schönsten Schiffe ihrer Zeit. Sie verließ am 19. November 1927 den Hamburger Hafen zu ihrer Jungfernfahrt nach Argentinien. Der Dampfer beförderte sowohl Luxusreisende als auch Auswanderer, vorwiegend nach Südamerika. Die Strecke Hamburg–Buenos Aires legte das Schiff in nur 15 Tagen zurück. Es wurde im Liniendienst zwischen Hamburg–Madeira–Rio de Janeiro und Buenos Aires eingesetzt. Vom November 1927 bis zum August 1939 wurden mehr als 200.000 Passagiere auf 91 durchgeführten Reisen transportiert. Ein berühmter Passagier war 1928 der Luftfahrt-Pionier Alberto Santos-Dumont. Am 25. August 1939 legte die Cap Arcona unter dem Kommando von Kommodore Richard Niejahr das letzte Mal von Südamerika kommend in Hamburg an. Am selben Tag erfuhr Niejahr durch einen verschlüsselten Funkspruch vom bevorstehenden Krieg.
Ab 1940 wurde die Cap Arcona als Hilfsbeischiff von der deutschen Kriegsmarine verwendet und verblieb in der Ostsee. Im U-Boot-Stützpunkt Gotenhafen (Gdingen, Gdynia) wurde es als Wohnschiff genutzt. In dieser Zeit war sie auch Kulisse für den NS-Propagandafilm Titanic. Der Film entstand ab Sommer 1942, wurde aber nicht mehr in Deutschland gezeigt. Im Oktober 1943 diente der repräsentative Speisesaal als Ort einer Rüstungstagung von Albert Speer und Karl Dönitz. Militärs trafen sich dabei mit hohen Funktionären und Industriemanagern, um die nächsten Schritte der Rüstungsproduktion zu besprechen. Ab Ende 1944 wurde das Schiff unter dem Kommando von Johannes Gerdts (1885–1945) zum Transport von Flüchtlingen aus Ostpreußen nach Westen eingesetzt, danach von der Kriegsmarine. Gerdts nahm sich am 20. Februar 1945 an Bord seines Schiffes das Leben. Am 1. März wurde Heinrich Bertram das Kommando übertragen, und er unternahm die zweite Evakuierungsfahrt von Flüchtlingen aus dem Osten. Die geplante dritte Evakuierungsfahrt musste unterbleiben, da die Antriebsanlage defekt war. Die Cap Arcona lag ab dem 14. April 1945 wegen des Maschinenschadens manövrierunfähig vor Neustadt. Sie wurde daher von der Kriegsmarine ausgemustert und dem Hamburger Gauleiter Karl Kaufmann unterstellt, der zugleich „Reichskommissar für die Seeschiffahrt“ war. Die Mannschaft wurde von 250 auf 70 Seeleute reduziert.

## Versenkung derCap Arcona

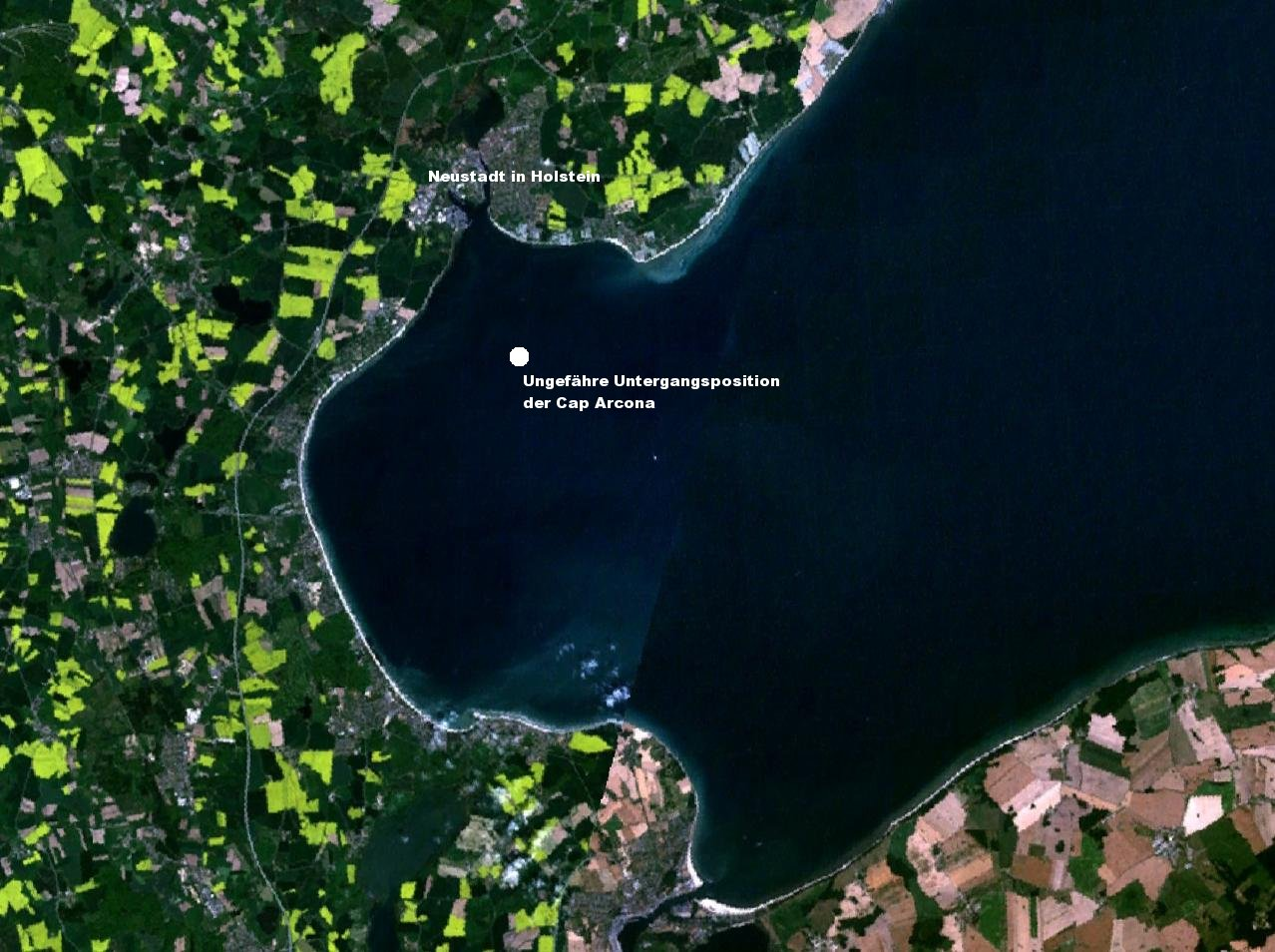
Versenkungsort der Cap Arcona

### Einbootung der KZ-Häftlinge
Vor den anrückenden britischen Truppen wurden die verbliebenen KZ-Häftlinge aus dem Konzentrationslager Neuengamme Ende April nach Lübeck transportiert. Mehr als 9000 Häftlinge wurden dort auf Schiffe gebracht. Am 20. April 1945 trafen vorerst über 4000 Gefangene aus dem KZ Neuengamme im Lübecker Industriehafen ein und wurden mit ihrer Bewachung auf zwei kleinere beschädigte Schiffe gebracht, die Thielbek und die Athen. Auch auf der Elmenhorst wurden zeitweise Häftlinge untergebracht. Am 26. April kamen weitere 2500 Häftlinge aus dem KZ Neuengamme sowie Überlebende des Todesmarsches vom KZ Fürstengrube und von anderen schlesischen Lagern an und wurden auf der Cap Arcona eingeschifft. Kapitän des Schiffes war zu dieser Zeit Heinrich Bertram. Dieser lehnte zunächst die Einschiffung der Häftlinge ab, woraufhin ihn die SS Anfang Mai wegen Befehlsverweigerung am Neustädter Marinekai erschießen wollte. Thure Dommenget, 2. Steuermann auf der Cap Arcona, war Zeuge, als Bertram erwiderte: „Ich habe eine Frau und zwei Kinder, und aus diesem Grunde werde ich den Befehlen des Wahnsinns Folge leisten.“ Zeitweilig war die Cap Arcona mit 7500 Häftlingen an Bord völlig überfüllt. Mangelhafte Ernährung und unzureichende hygienische Zustände führten zu zahlreichen Toten.
Am 30. April 1945 wurden alle KZ-Häftlinge französischer Nationalität und einige Belgier und Niederländer von den Schiffen ans Ufer gebracht und mit den „Weißen Bussen“ des schwedischen Roten Kreuzes zu zwei Dampfern transportiert, die sie nach Trelleborg übersetzten. Schließlich wurde ein Teil der Häftlinge von der Cap Arcona auf die anderen beiden Schiffe gebracht, so dass sich Anfang Mai etwa 4600 Häftlinge und 500 Seeleute, Flakmatrosen und Bewacher auf der Cap Arcona befanden. Die Angabe über die Zahl der Menschen auf der Cap Arcona schwankt in verschiedenen Beschreibungen zwischen 4500 und 6000.
Die Zahl der Juden auf Cap Arcona und Thielbek betrug etwa 100 Personen.

### Angriff und Versenkung
Am 3. Mai 1945 lagen die Cap Arcona und die Deutschland in der Lübecker Bucht zwischen Neustadt in Holstein und Scharbeutz. Die Deutschland wurde in einer ersten Angriffswelle von der 184. Squadron der RAF Second Tactical Air Force angegriffen. Daraufhin verließen 80 Personen der Rumpfbesatzung das Schiff. Auf dem Schiff waren keine KZ-Häftlinge. Bei der zweiten Angriffswelle durch die 197. Squadron wurde die Deutschland gegen 16:08 Uhr (GMT) versenkt.
Die Athen blieb in Neustadt in Holstein im Marinehafen, die Thielbek brachte Häftlinge auf die Cap Arcona. Da die Schiffe nicht besonders gekennzeichnet und mit Bordwaffen ausgestattet waren, wurden sie von alliierten Fliegern vom Militärflugplatz Plantlünne/Wesel für Truppentransporter gehalten. Der Großangriff von 200 Jagdbombern vom Typ Hawker Typhoon Mk. IB, bewaffnet mit vier 20-mm-Maschinenkanonen Hispano Mk. II und wahlweise zwei Bomben mit 227 kg oder acht ungelenkten Luft-Boden-Raketen Typ RP-3, der Royal Air Force galt zahlreichen Schiffen, die in der Kieler und Lübecker Bucht lagen, und sollte die vermutete Absetzbewegung deutscher Truppen über die Ostsee verhindern. Dabei wurden 23 Schiffe versenkt und 115 Schiffe beschädigt.

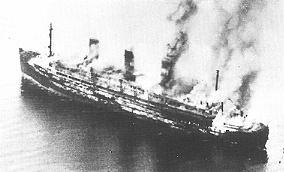
Die brennende Cap Arcona kurz nach dem Angriff

Die Cap Arcona wurde in vier Angriffswellen von Jagdbombern der britischen Luftwaffe angegriffen und in Brand geschossen. Die Angriffe der 198. Squadron brachten Cap Arcona und Thielbek gegen 15:00 GMT außer Kontrolle. Die Thielbek versank nach 15 Minuten. Die Cap Arcona legte sich auf die Seite; versank aber aufgrund der geringen Wassertiefe nicht.

### Tod der KZ-Häftlinge
Rund 6400 der etwa 7000 KZ-Insassen auf der Cap Arcona und der Thielbek verbrannten, ertranken oder wurden erschossen. Es gilt als unwahrscheinlich, dass Überlebende das Ufer schwimmend erreicht haben. Die Beobachtung des Zeitzeugen F. Arkos, der 1985 berichtete, er habe gesehen, wie Überlebende das Ufer schwimmend erreicht hätten, ist nicht belegt. Die Wassertemperatur der Ostsee betrug am 3. Mai 1945 nur etwa 8 Grad Celsius und die Untergangsstelle der Cap Arcona (54° 03′ 57″ Nord und 10° 50′ 38″ Ost in 17 m Tiefe) befindet sich etwa vier Kilometer vom Neustädter Ufer. Es ist eher davon auszugehen, dass die allermeisten der wenigen Überlebenden das rettende Ufer mithilfe von Rettungsbooten oder anderen Schwimmhilfen erreicht haben.  Außerdem gab es Angriffe mit Bordwaffen durch die britischen Piloten auf die schwimmenden Überlebenden.
Wirkungsvolle Rettungsmaßnahmen liefen verspätet an. Nur ein geringer Teil der Häftlinge wurde von Booten aufgenommen, die sich vorrangig um die Rettung von Marineangehörigen bemühten. Aus anderen Booten, so aus einer „Flottille deutscher Kriegsfischkutter“, schoss man auf die im Wasser um ihr Leben kämpfenden Häftlinge.
Die Versenkung gehört mit denen der Wilhelm Gustloff und der Goya (ebenfalls 1945 in der Ostsee) sowie der japanischen Truppen- und Gefangenentransporter Jun’yō Maru (5620 Tote), Toyama Maru (5500 Tote) und Ryusei Maru (4998 Tote) 1944 zu den verlustreichsten Schiffsuntergängen.

## Überlebende
Zu den insgesamt 400 Überlebenden gehörten unter anderem Erwin Geschonneck, der später zu den erfolgreichsten Schauspielern in der DDR zählte, und Ernst Goldenbaum, ein späterer DDR-Bauernfunktionär und -politiker, sowie der Komponist des Moorsoldaten-Liedes Rudi Goguel, der tschechische Komponist Emil František Burian, ebenso wie Heinz Lord, Mitglied der Hamburger Widerstandsgruppe Candidates of Humanity, der 1960 Generalsekretär des Weltärztebundes wurde. Auch der ursprünglich aus Będzin (Polen) stammende Autor Sam Pivnik überlebte den Untergang der Cap Arcona. In seinem Buch Survivor - Auschwitz, The Death March and My Fight for Freedom berichtet er ausführlich von den Geschehnissen auf dem Schiff, das er am Ende des Todesmarsches aus dem KZ Fürstengrube erreichte.
Wim J. Aloserij wurde aus den Niederlanden zur Zwangsarbeit nach Deutschland gebracht. Es gelang ihm, bei Beginn des Angriffs über ein Tau am Achterdeck der Cap Arcona in die Ostsee zu gelangen, in einem Rettungsboot Land zu erreichen, in einer Soldatenbaracke zu bleiben und nach einigen Tagen in die Niederlande zurückzukehren.
Weitere Überlebende waren Jewginij Malychin (Sowjetunion, Ukraine) und Bogdan Suchowiak.

## Unterschiedliche Deutungen
Himmlers Politik war ab Ende 1944 widersprüchlich und wechselhaft. Die Quellenlage macht eine Rekonstruktion der Konzepte, Planungen und Absichten der Entscheidungsträger schwierig. Die Frage, was mit den KZ-Häftlingen auf den Schiffen geschehen sollte, lässt daher Raum für verschiedene Interpretationen.

### 1. Deutung: Geplante Massentötung
Die Häftlinge selbst äußerten den Verdacht, dass die SS die feste Absicht hatte, die Schiffe mit allen Gefangenen an Bord in der Ostsee zu versenken. Auch die Medien greifen oft auf diese Deutung zurück und stellen dar, dass die nationalsozialistischen Bewacher von Anfang an planten, die Häftlinge umzubringen.
Untermauert wird diese Interpretation unter anderem in den Veröffentlichungen von Wilhelm Lange und Rudi Goguel. In der Literatur werden mehrere Indizien dazu angeführt: Während die ersten Häftlinge auf der Cap Arcona ankamen, deinstallierte die SS alle Fluchtmöglichkeiten und blockierte die Rettungsboote. Die automatischen Schotten wurden zerstört und das Schiff mit einer geringen Treibstoffmenge betankt, die jedoch als Brandbeschleuniger ausreichte.
Eine Variante dieser Interpretation findet sich in den neuesten Veröffentlichungen von Wilhelm Lange: Danach „stellten die Nationalsozialisten den Alliierten letztendlich eine Falle zur Vernichtung der Häftlinge“, indem sie die Gefangenenschiffe nicht mit weißen Fahnen kennzeichneten und damit einen todbringenden Angriff provozierten, um die geplante Vernichtung ohne eigenes Zutun und scheinbar schuldlos erreichen zu können. Lange weist allerdings selbst darauf hin, dass das Hissen weißer Flaggen streng verboten und mit härtesten Kollektivstrafen bedroht war.
Oft wird auch ein Befehl Heinrich Himmlers vom 18. April 1945 angeführt, die KZ-Häftlinge keinesfalls lebend in die Hände der alliierten Streitkräfte fallen zu lassen. Ein zentraler Befehl Himmlers zur Tötung aller KZ-Häftlinge ist damit nach Überzeugung der Historiker Herbert Diercks und Michael Grill nicht gegeben worden. Vielmehr werde im Befehl an das KZ Flossenbürg vorrangig die Evakuierung angeordnet. Nur dann, wenn die Räumung nicht mehr möglich sei, sollten die Häftlinge getötet werden, damit die Zivilbevölkerung vor Ausschreitungen geschützt werde. Nach einer anderen Lesart des Himmler-Befehls sollten mit der faktischen Räumung der verbliebenen Lager, der Rückverlegung der Häftlinge in sogenannten Todesmärschen und ihrer vielfachen Ermordung etwa in der Feldscheune in Isenschnibbe-Gardelegen  die Spuren der KZ-Verbrechen getilgt werden, um Rachemaßnahmen der Alliierten zu verhindern.

### 2. Deutung: Ausweichquartier
Eine zweite These, die unter anderen von der Historikerin Karin Orth und dem Autor Heinz Schön vertreten wird, verneint die Vernichtungsabsicht. Vielmehr sei das Bemühen erkennbar, die Häftlinge weiterhin in der Gewalt zu behalten. Als Notunterkunft boten sich die manövrierunfähigen Schiffe an.
Manche der Indizien, die von den Vertretern der ersten Deutung vorgebracht werden, lassen sich anders erklären. So sei die geringe Treibstoffmenge zum Betrieb der Notaggregate zur Stromversorgung nötig. Erklärungsbedürftig sei vielmehr, warum bis zum 30. April 1945 französische KZ-Häftlinge an Bord untergebracht und einer Gefährdung ausgesetzt worden seien, wenn sie doch entlassen werden sollten. Ferner sei darauf hinzuweisen, dass am 3. Mai außer den Häftlingen annähernd 500 Mann als Besatzung, als Bewachung sowie zur Flugabwehr an Bord waren.
Der Historiker Herbert Diercks und der Autor Michael Grill stellen fest, dass die Schiffe nur als provisorisches Konzentrationslager genutzt wurden: „Weitergehende Absichten sind nicht nachweisbar.“
Karin Orth untersuchte den Gesamtkomplex der Räumung von Konzentrationslagern und stellt als übereinstimmendes Merkmal das „faktische Bemühen“ heraus, die KZ-Häftlinge in der Gewalt zu behalten. „Zu welchem Zweck auch immer: als Arbeitssklaven, die eine uneinnehmbare Festung einrichten sollten, als Geiseln für die angestrebten Verhandlungen mit den Westmächten oder als Verfügungsmasse […]“

### 3. Deutung: Zwischenstation
Eine dritte Interpretation geht auf die Aussagen nationalsozialistischer Tatverantwortlicher zurück. Im Zuge von Ermittlungsverfahren behaupteten der SS-Obersturmbannführer Paul Werner Hoppe, Lagerkommandant von KZ Stutthof und KZ Wöbbelin, sowie der Gauleiter Karl Kaufmann, dass die Häftlinge nach Schweden gebracht werden sollten. Karin Orth hält diese Behauptung zwar für unbelegbar, schließt diese Version aber als „denkbar“ nicht gänzlich aus. Diercks/Grill bezeichnen diese Deutung hingegen als offenkundige „Schutzbehauptung“, da die Schiffe wegen technischer Defekte zu solcher Fahrt außerstande waren.

## Exkurs: Die Erschießung der Stutthof-Häftlinge
Oft wird in Zusammenhang mit der Cap-Arcona-Katastrophe auch die Ermordung der Stutthof-Häftlinge erwähnt. Hierbei handelte es sich um Häftlinge aus dem KZ Stutthof bei Danzig, welche die SS mit Lastkähnen über die Ostsee transportieren ließ, überwiegend Juden, aber auch einige finnische Soldaten. Sie sollten ursprünglich ebenfalls auf die Cap Arcona verschifft werden, wurden jedoch wegen Überfüllung der Schiffe abgewiesen. Angesichts der militärischen Lage und des Vorrückens britischer Vorauskommandos verließen die SS-Wachmannschaften die Lastkähne. Die Schiffe trieben ans Ufer, wo sich die Häftlinge am frühen Morgen des 3. Mai auf die Suche nach Nahrungsmitteln im Raum Neustadt machten. Aufgeschreckte Neustädter Bürger, Angehörige der Kriegsmarine sowie einer Versehrteneinheit und des Volkssturms trieben daraufhin in der sogenannten „Sammelaktion“ die Häftlinge zusammen und erschossen fast 300 von ihnen, darunter Frauen und Kinder. Die Übrigen wurden auf die Athen gebracht, die am Marinehafenkai lag, wo etliche von ihnen den Luftangriffen zum Opfer fielen. Der britische Stadtkommandant gab nach Kenntnisnahme des Massakers Neustadt zur Plünderung frei – wohl auch, um die Versorgung der überlebenden Häftlinge der Cap Arcona, der Thielbek und der Athen auf diese Weise nicht selber organisieren zu müssen.
Fälschlicherweise werden in manchen Berichten die Erschießungen mit Überlebenden von der Cap Arcona in Verbindung gebracht. Tatsächlich erreichten die Überlebenden des Luftangriffs den Strand vor Neustadt erst unmittelbar vor bzw. gleichzeitig mit dem Eintreffen der Briten in der Stadt, während die Erschießungen schon in den frühen Morgenstunden noch vor dem Luftangriff stattfanden.
Die Oberstaatsanwaltschaft bei dem Landgericht Lübeck hat die Ermittlungen gegen Unbekannt in Zusammenhang mit der Ermordung der Stutthof-Häftlinge im November 2015 eingestellt (Aktenzeichen 702 Js 22512/84). Die Akten gingen an das Landesarchiv Schleswig-Holstein in Lübeck. Die Akten enthalten Personenermittlungen und -vernehmungen aus der Zeit von 1949 bis 1986.

## Erinnerung

### Aufarbeitung

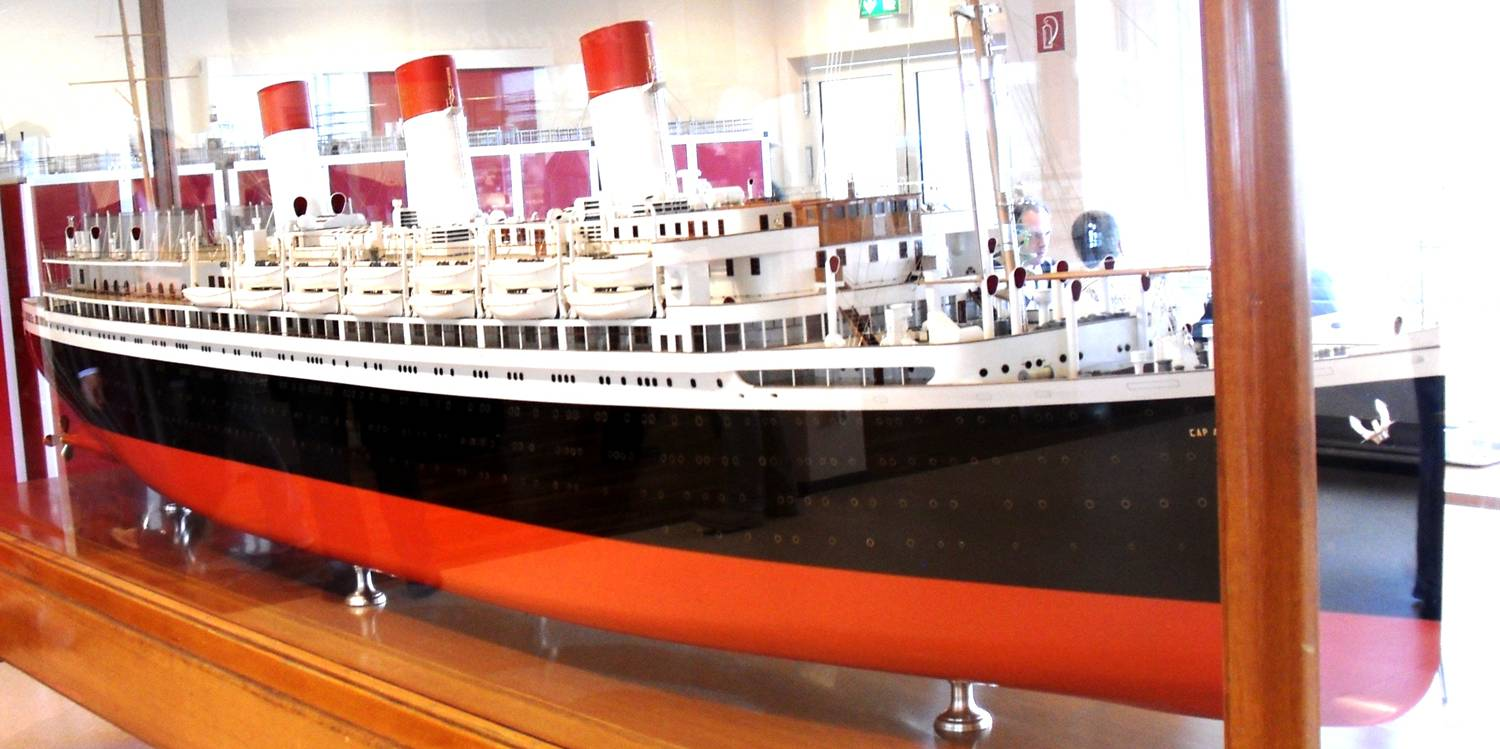
Modell der Cap Arcona (1927)

Bis heute wurde die Verantwortlichkeit deutscher und britischer Beteiligter an der Versenkung der KZ-Schiffe nicht gerichtlich aufgearbeitet. Wahrscheinlich erhielten die britischen Streitkräfte am Abend des 2. Mai von einer Rot-Kreuz-Delegation in Lübeck die Information, dass sich auf dem Schiff Häftlinge befanden; dieser Hinweis erreichte offenbar nicht die eingesetzten Flugstaffeln. Bis heute ist umstritten, ob die Bombardierung vermeintlicher Truppentransporter zu diesem Zeitpunkt notwendig und gerechtfertigt war, um den Krieg zu verkürzen. Die Royal Air Force selbst hält sich zu dem Vorfall bedeckt und verweist nur ganz allgemein auf das Ziel, mit dem als big shipping strike bezeichneten Angriff auf mehrere Schiffe in der Lübecker Bucht die Absetzbewegung von Wehrmachts- und SS-Stäben in das – von alliierten Truppen noch unbesetzte – Norwegen zu verhindern.
Die ausgebrannten Wracks der Cap Arcona und der Deutschland lagen nach dem Krieg noch jahrelang in der Lübecker Bucht. Erst ab 1950 begannen Taucher mit der Zerlegung der Schiffskörper; die Stahlteile wurden anschließend verschrottet. Da die Cap Arcona gekentert war, waren die meisten Toten noch im Schiffsinneren. Dies machte die Entsorgung der Schiffe sehr schwierig. Nur die Thielbek wurde geborgen und instand gesetzt. Bis in die späten 1960er Jahre wurden von Strandurlaubern noch Knochenteile der Opfer im Sand gefunden.

### Friedhöfe rund um die Lübecker Bucht

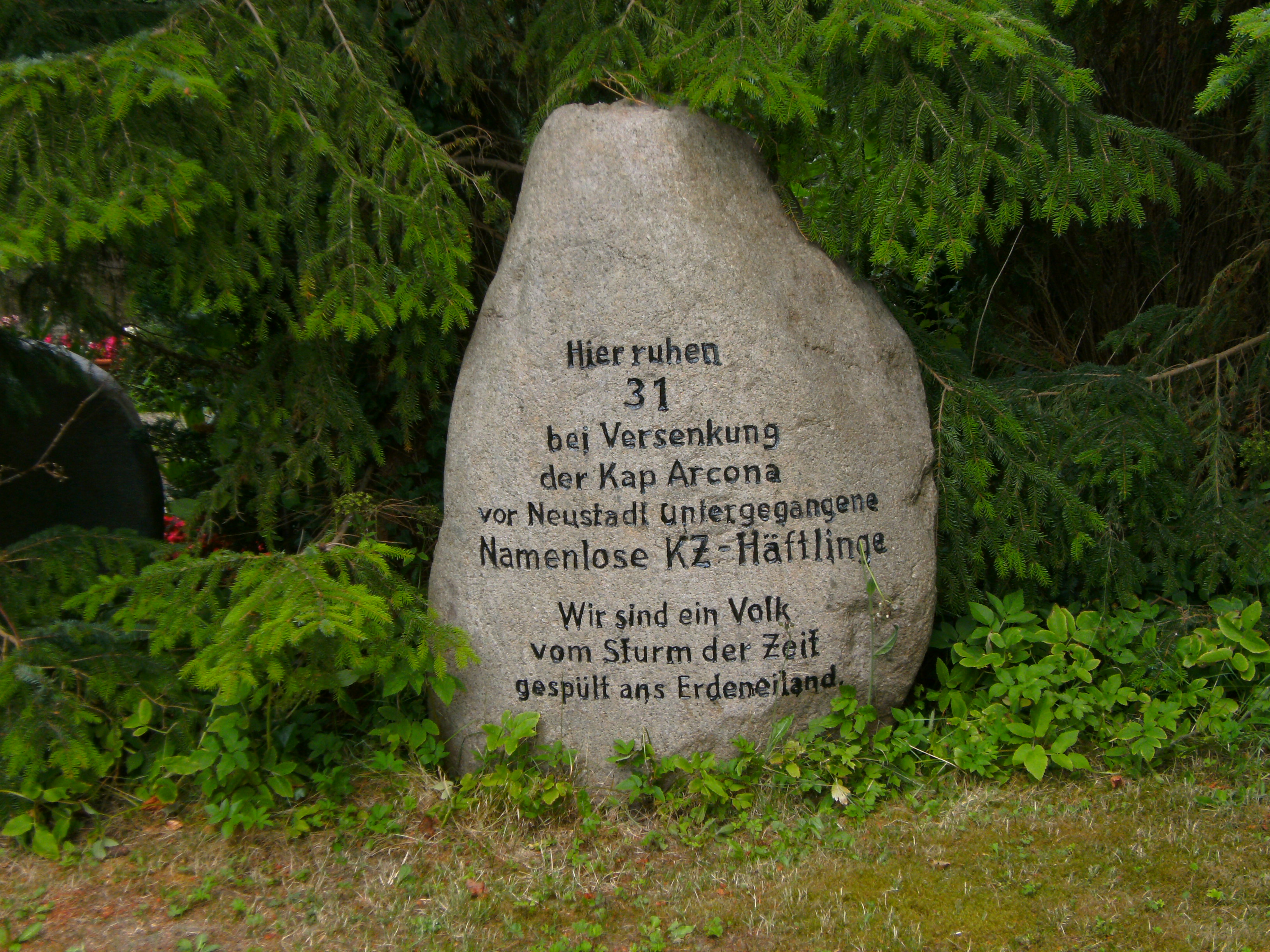
Gedenkstein für 31 Opfer der Cap Arcona auf dem Friedhof von Grube (Holstein)
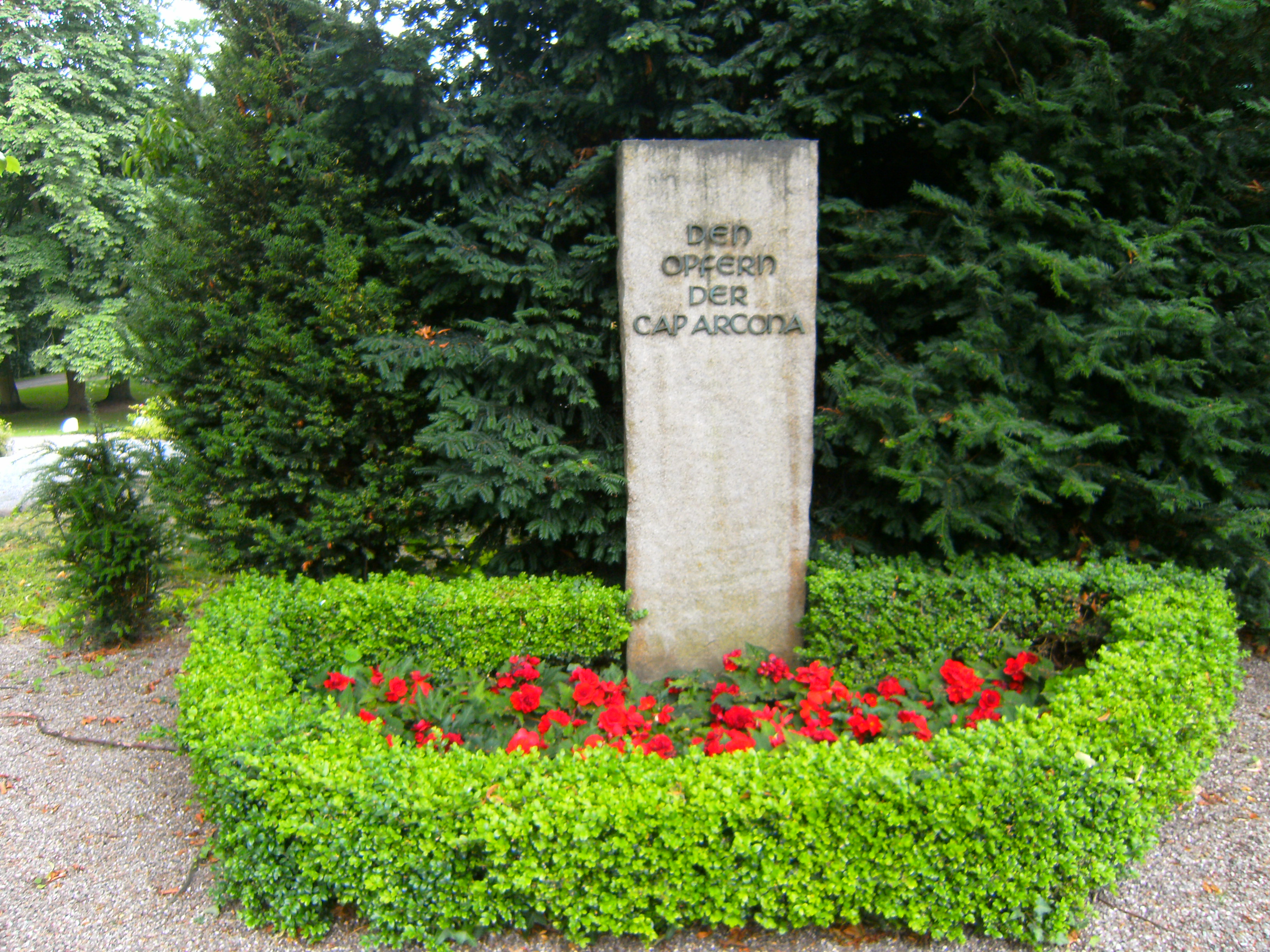
Gedenkstele für 91 Opfer auf dem Kirchenfriedhof der St.-Nicolai-Kirche in Grömitz
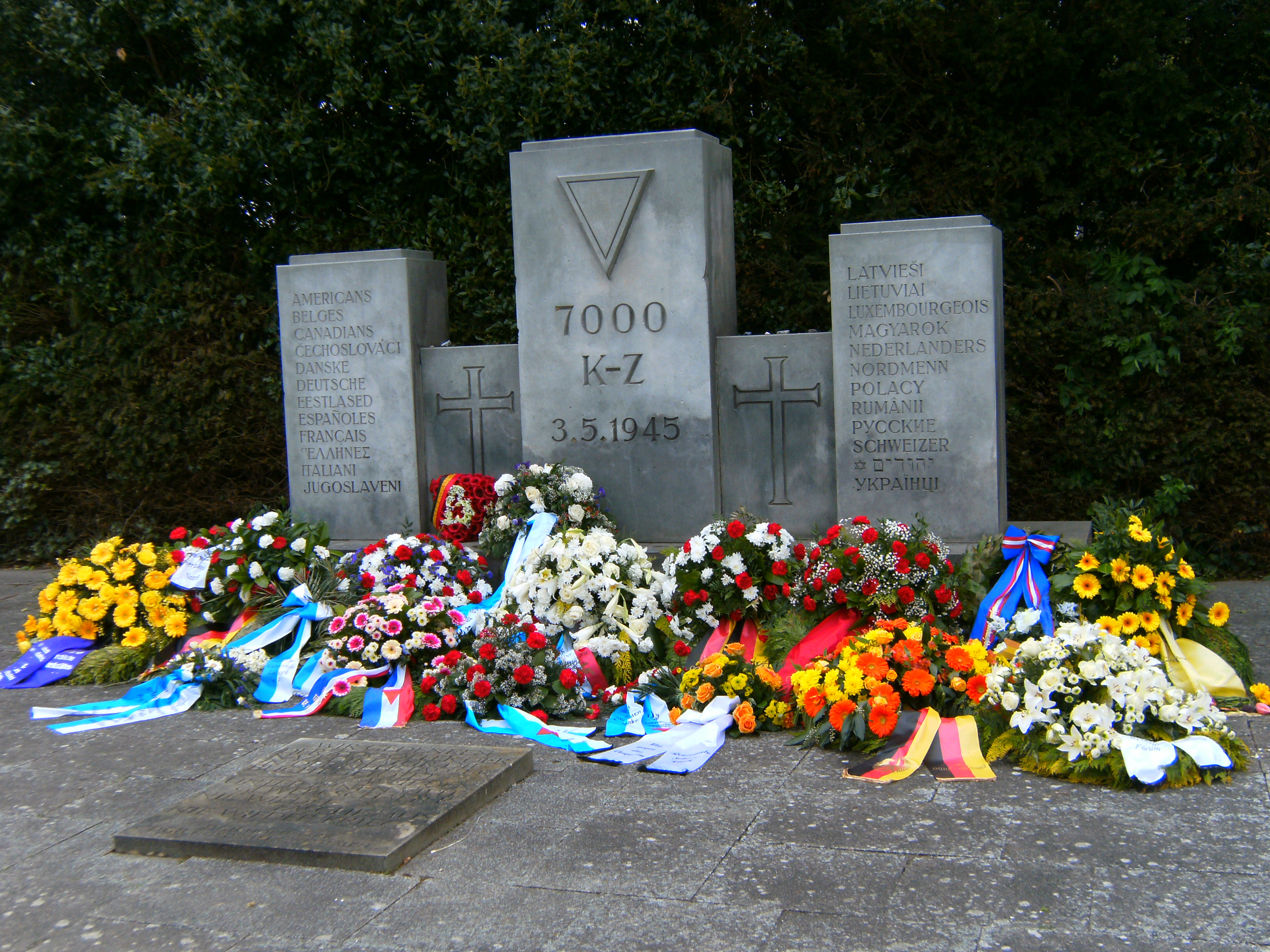
Gedenkstein im Ehrenfriedhof Cap Arcona am Strand in Neustadt in Holstein zur Erinnerung an die 7000 Toten. Gedenken 70 Jahre. Auf dem Ehrenfriedhof am Strand in Neustadt/Holstein ruhen 621 Opfer.
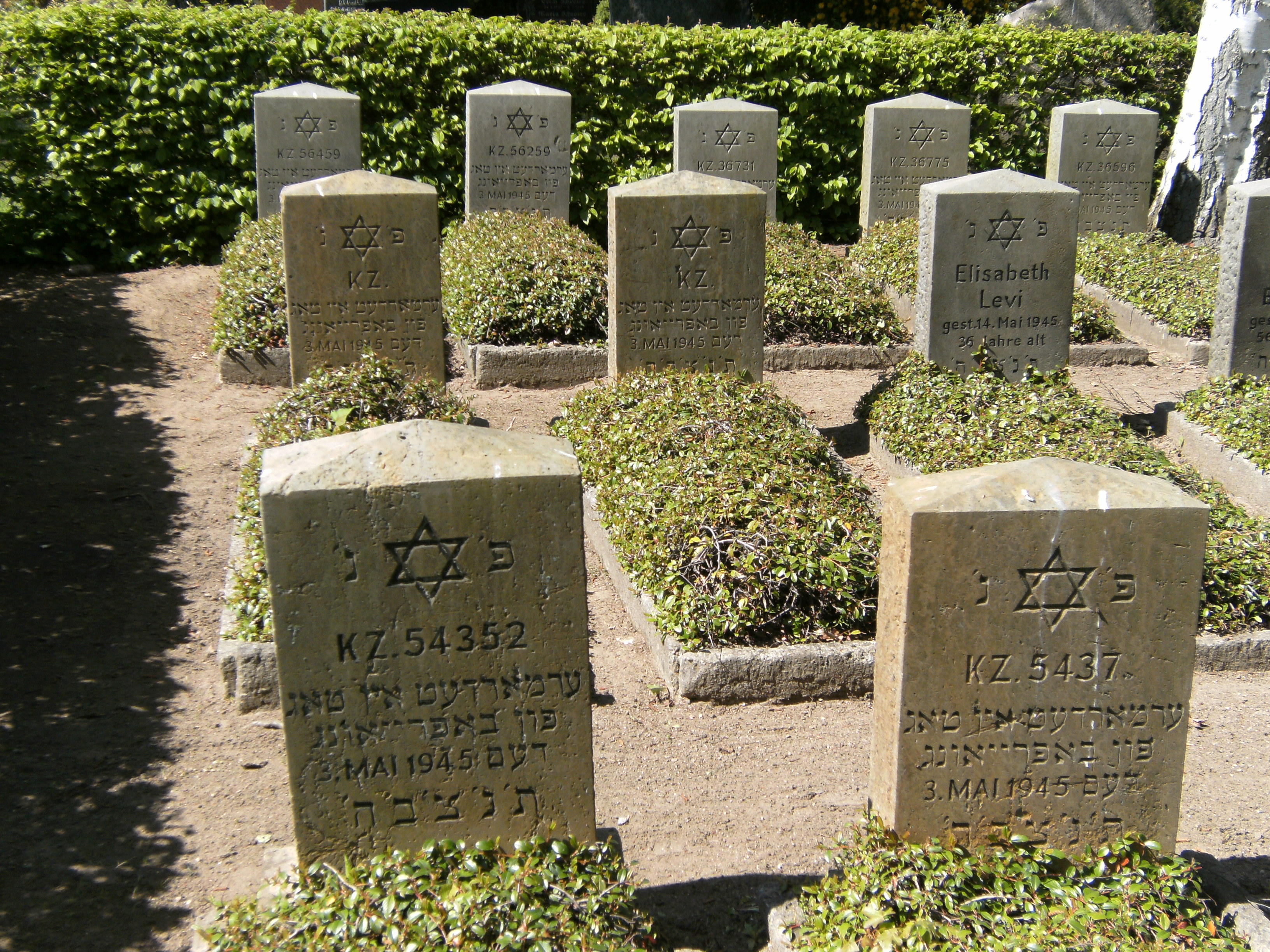
Jüdischer Friedhof am Grasweg in Neustadt in Holstein für etwa 100 jüdische Opfer aus dem KZ Stutthof, die im Rahmen der sogenannten „Sammelaktion“ am Morgen des 3. Mai vor dem Angriff von SS und Neustädter Polizei erschossen wurden.
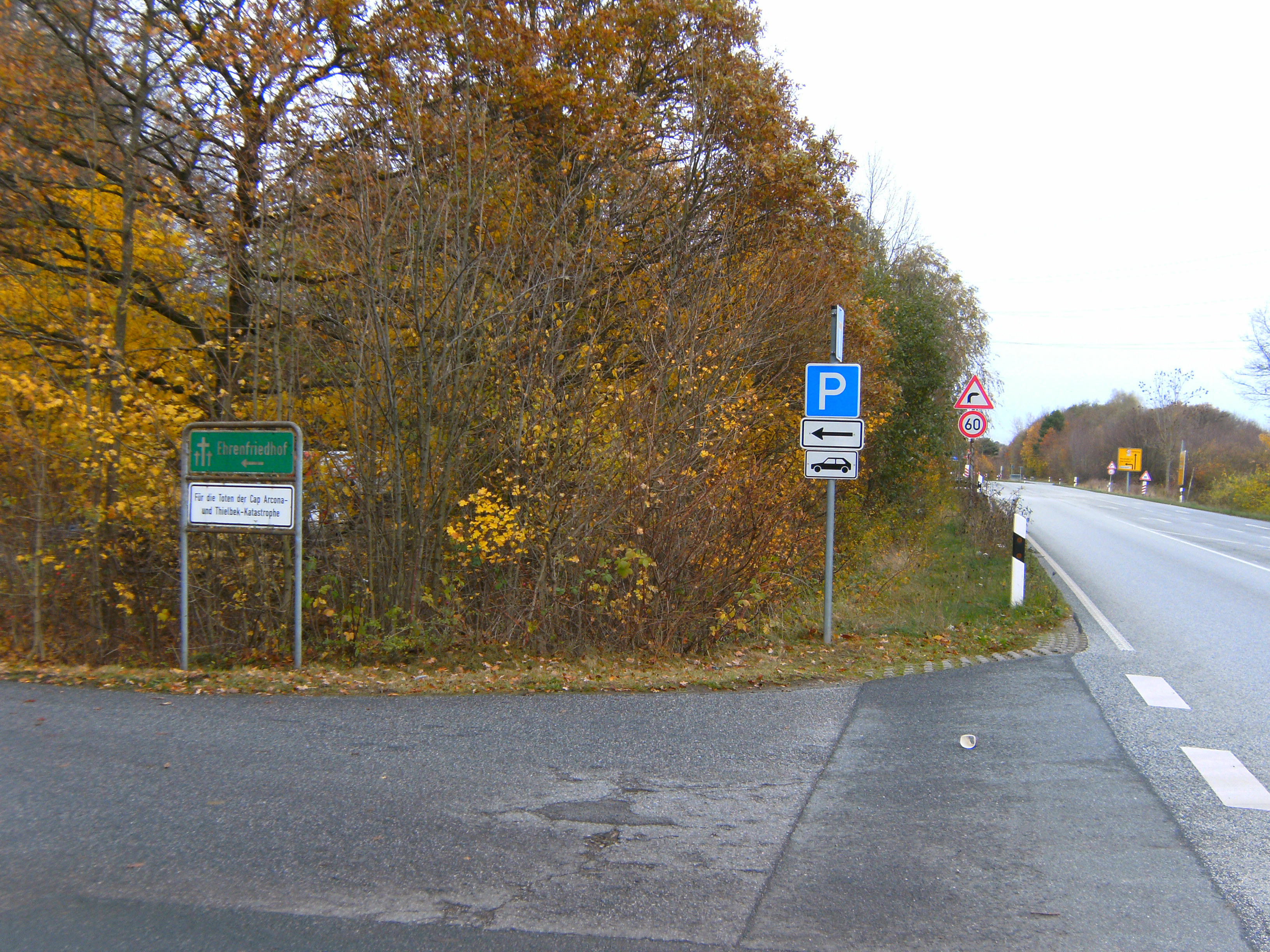
Hinweis auf den Ehrenfriedhof Scharbeutz-Haffkrug für 1.128 Opfer des Cap Arcona-Untergangs
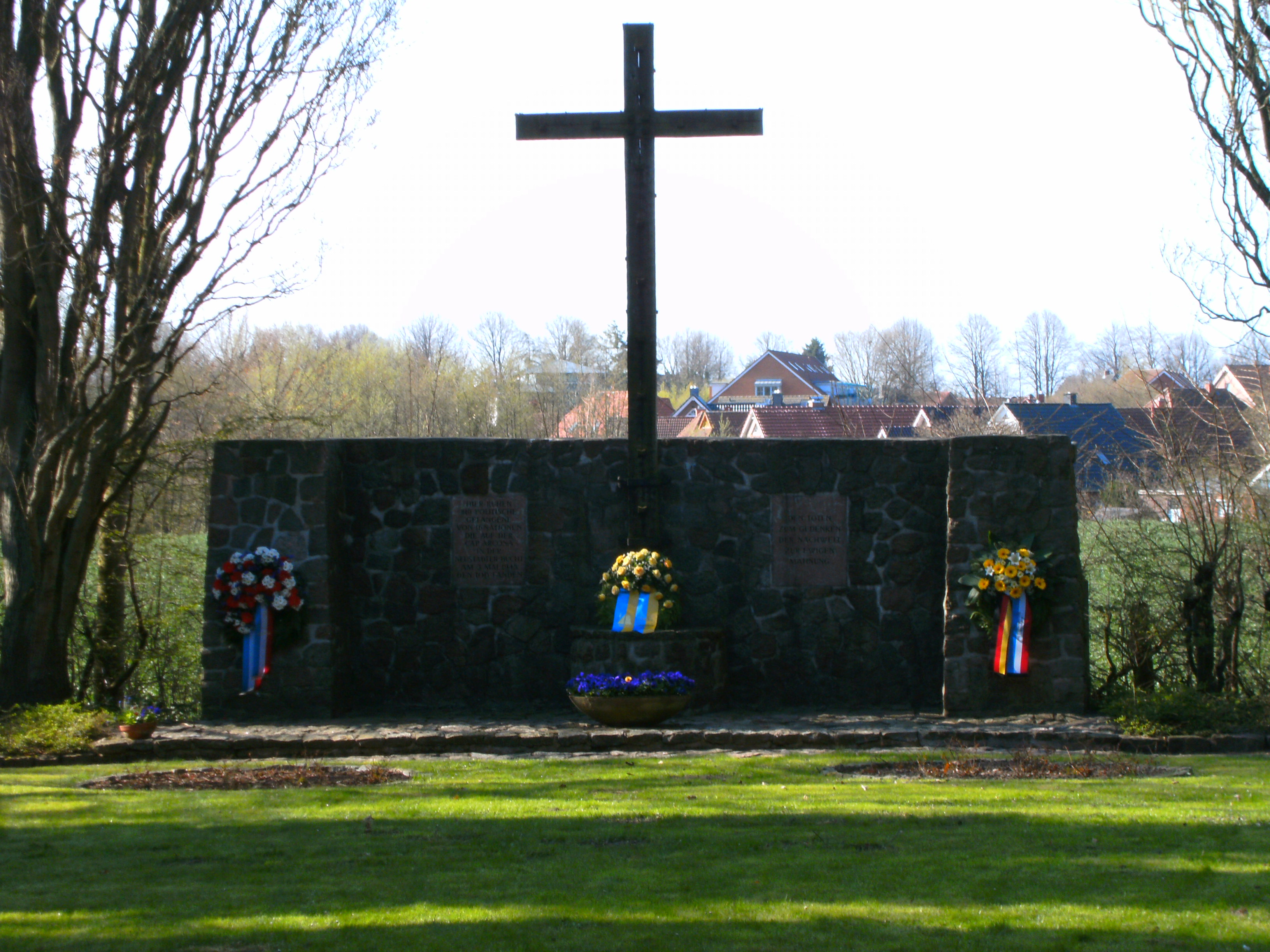
Gedenkstätte auf dem Waldfriedhof Timmendorfer Strand für 810 Opfer der Cap Arcona
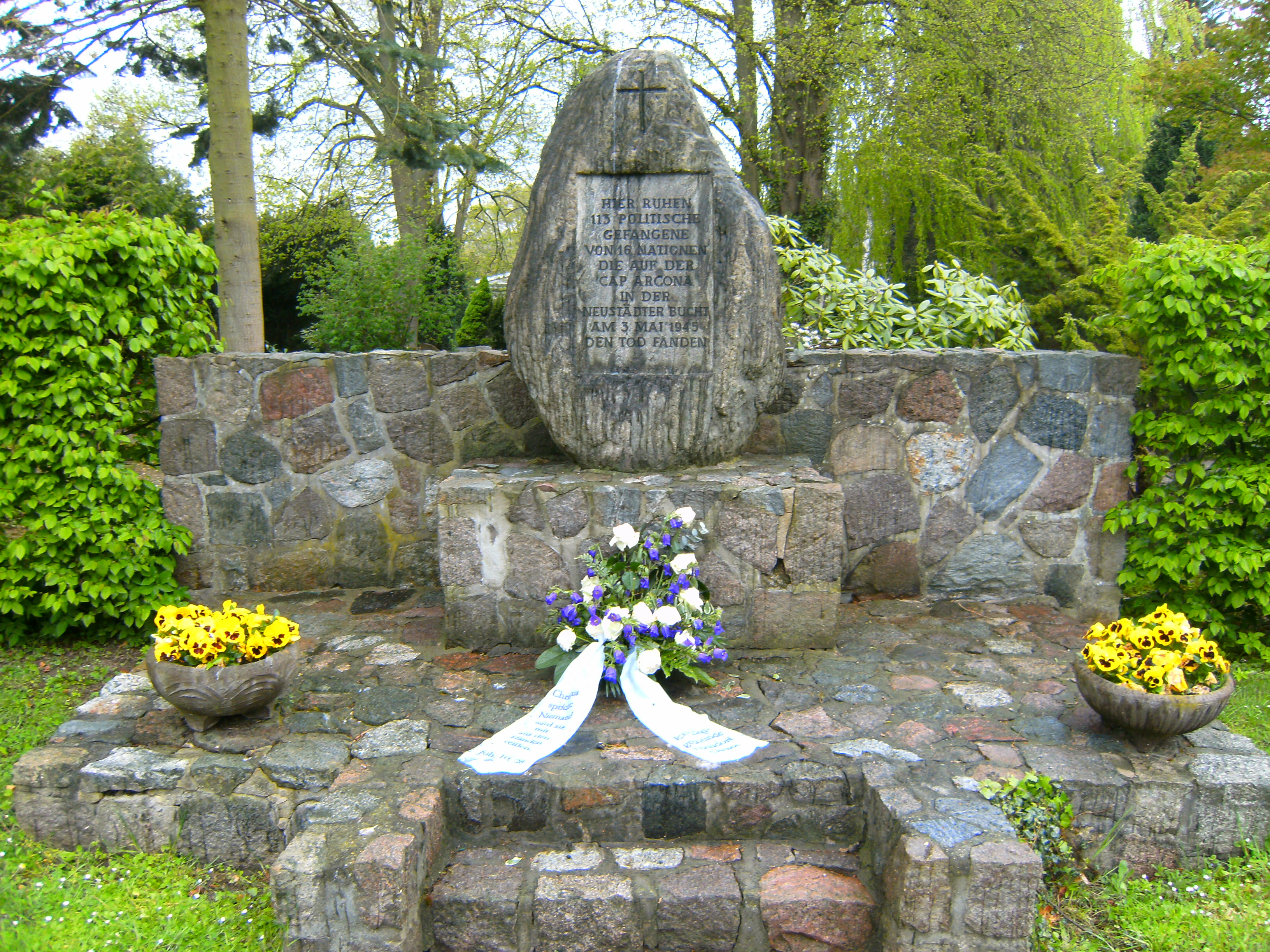
Blumen durch die Kirchengemeinde Niendorf (Ostsee) zum 70. Jahr der Cap-Arcona-Tragödie am Gedenkstein auf dem Friedhof von Niendorf (Ostsee) für 113 Opfer

Insgesamt starben bei dem Untergang der Schiffe Cap Arcona und Thielbek nach einem Angriff der Royal Air Force in der Neustädter Bucht etwa 7.000 Menschen – fast alles KZ-Häftlinge. Viele der Toten wurden an das Ufer der Lübecker Bucht angeschwemmt. An den ehemaligen Ankerplätzen der Cap Arcona und Thielbek befinden sich in 17 Meter Tiefe immer noch Skelettteile von 3.000 nicht bestatteten Opfern.
Die Friedhöfe an der Lübecker Bucht mit Opfern der Katastrophe werden nachfolgend entgegen dem Uhrzeigersinn angegeben:

#### Schleswig-Holstein
Auf dem Friedhof von Grube (Holstein) befindet sich ein Massengrab für 31 namenlose KZ-Häftlinge der Cap-Arcona-Katastrophe. Der Friedhof liegt am Ortsrand direkt an der B 501 und ist von ihr durch hohe grüne Hecken getrennt. Ein Findling mit Aufschrift kennzeichnet das Gräberfeld, das rechts seitlich von der Friedhofskapelle liegt (Lage).
In Grömitz sind 91 Opfer der Cap-Arcona-Katastrophe auf dem Friedhof hinter der St. Nicolaikirche beigesetzt. Ein Gedenkstein erinnert an sie (Lage). Die Nicolaikirche steht landeinwärts im alten Ortskern in der Nähe des Rathauses.
Nahe beim Untergangsort befindet sich an der Strandpromenade von Neustadt in Holstein Richtung Pelzerhaken der Ehrenfriedhof Cap Arcona. Die kleine Straße Kiebitzberg geht bis zum Strandweg. Von dort führt der Stutthofweg zum Friedhof (Lage). Im eingefriedeten Massengrab ruhen 621 Opfer. Ein Gedenkstein in der Mitte des Friedhofs erinnert an alle 7.000 Opfer aus 24 Herkunftsländern. Zwischen Promenade und Strand wird auf zwei Stelen der Hergang der Katastrophe und die damalige Position der Schiffe dokumentiert. Jährlich am 3. Mai findet eine Gedenkveranstaltung statt.
In Neustadt befinden sich weitere Friedhöfe mit Opfern der Cap-Arcona-Bombardierung; so auch auf dem ehemaligen Anstaltsfriedhof am Parkweg, dem Friedhof der Provinzial-Heil- und Pflegeanstalt bei Neustadt in Holstein.
Eine größere Gedenkstätte für 1.128 Opfer ist der Ehrenfriedhof für die Toten der Cap-Arcona- und Thielbek-Katastrophe bei Haffkrug (in Schleswig-Holstein). Sie liegt nahe dem Bahnhof Haffkrug an der Autostraße von Haffkrug zur Autobahnauffahrt Eutin in einem Wäldchen kurz hinter der Autobahnauffahrt (Lage).
Weiter südlich sind im Waldfriedhof der Gemeinde Timmendorfer Strand 810 Häftlinge beerdigt worden. Der Waldfriedhof liegt an der B76 zwischen Timmendorfer Strand und Ostseetherme Scharbeutz. Innerhalb des Friedhofs gegenüber der Alten Friedhofskapelle befindet sich ein anonymes Massengrab, das mit grünem Rasen bedeckt ist (Lage). Innerhalb der Rasenfläche sind 16 runde Flächen mit Rosenstöcken eingefügt, die an die 16 Nationen, aus denen die Cap-Arcona-Opfer stammen, erinnern. Am Kopfende des Gräberfeldes befindet sich eine Gedenkmauer mit Hochkreuz und Gedenktafel. Am Jahrestag der Bombardierung, dem 3. Mai, werden zum Gedenken Kränze des Landes Schleswig-Holstein, des Kreises Ostholstein und der Gemeinde Timmendorfer Strand niedergelegt. In der alten Friedhofskapelle erinnern Infotafeln an das Geschehen. In einer Vitrine sind Bücher und Fundstücke von Tauchern, ein Häftlingsschuh und eine Kohlenschaufel, ausgestellt.
Auf dem Gemeindefriedhof von Niendorf, einem Ortsteil von Timmendorfer Strand, sind 113 Opfer bestattet. Der Friedhof liegt am Ortsende an der Landstraße von Niendorf nach Häven (Ratekau). Das anonyme Massengrab befindet sich am Weg zwischen Friedhofseingang und Friedhofskapelle und ist in zwei Gräberfelder aufgeteilt, die mit grünem Rasen bedeckt sind (Lage). Am Kopfende der Gräberfelder wird auf einem Findling an die toten „politischen Gefangenen“ erinnert.
Auf dem Vorwerker Friedhof in Lübeck gibt es ein Gräberfeld für 183 Opfer, die bei der Einschiffung der KZ-Häftlinge im Lübecker Industriehafen starben (Lage). Auf dem Jüdischen Friedhof in Lübeck-Moisling erinnern eine Gedenktafel und Grabsteine an 38 jüdische Frauen aus dem Außenlager Lübberstedt des KZ Neuengamme, die bei einem englischen Tieffliegerangriff Anfang Mai 1945 auf den Transportzug, der sie nach Neustadt in Holstein auf die Cap Arcona bringen sollte, in der Nähe von Eutin starben.
Auf dem Parkfriedhof Eichhof in Kiel liegen 25 weitere unbekannte Opfer der Cap Arcona und der Thielbek, die 1961 und 1962 aus Notgräbern am Strand von Neustadt freigespült worden sind und nach Kiel umgebettet worden sind.

#### Mecklenburg-Vorpommern

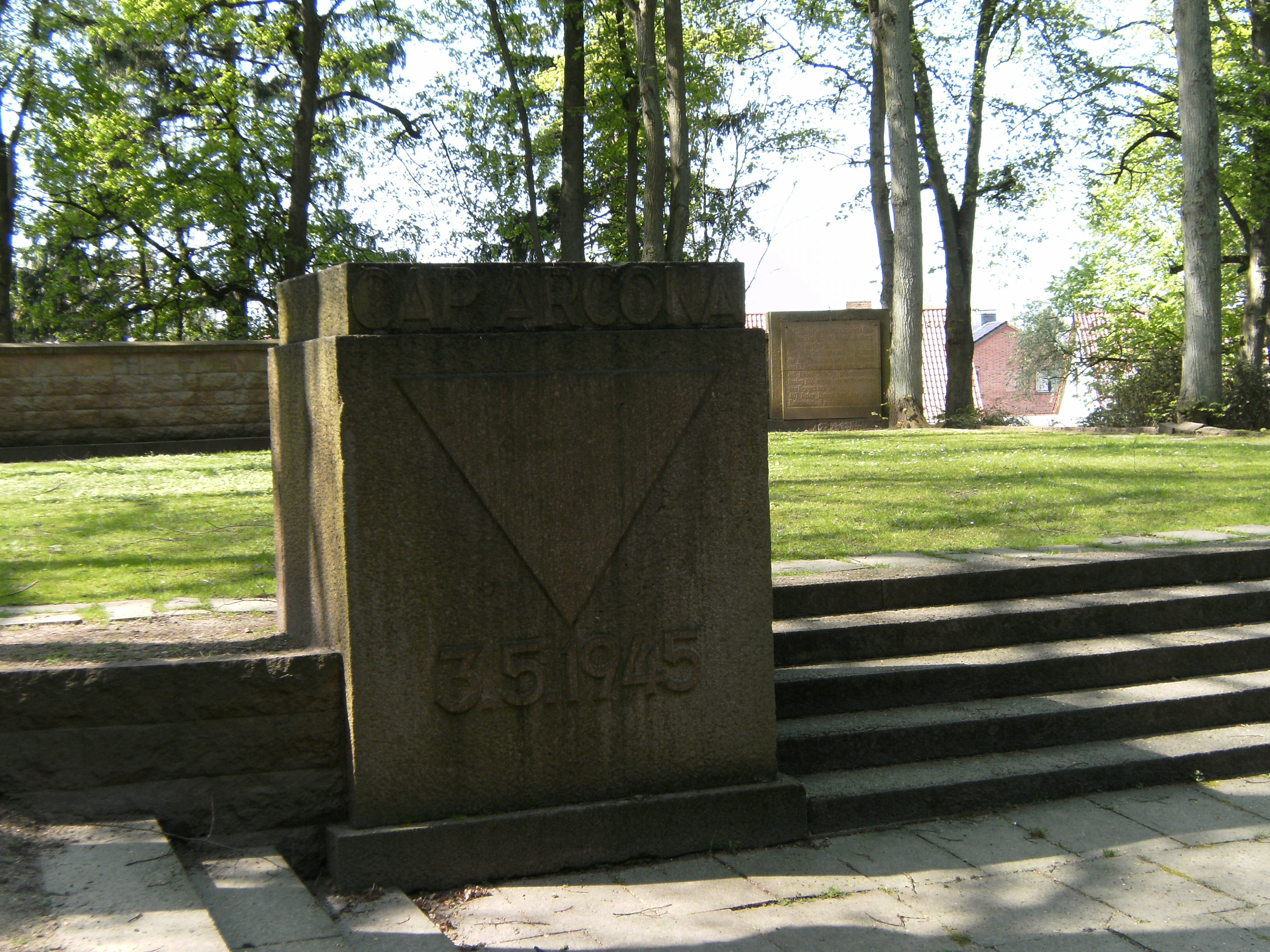
Hainartiger Friedhof/Gedenkstätte in Grevesmühlen für 407 Tote des Untergangs der Cap Arcona
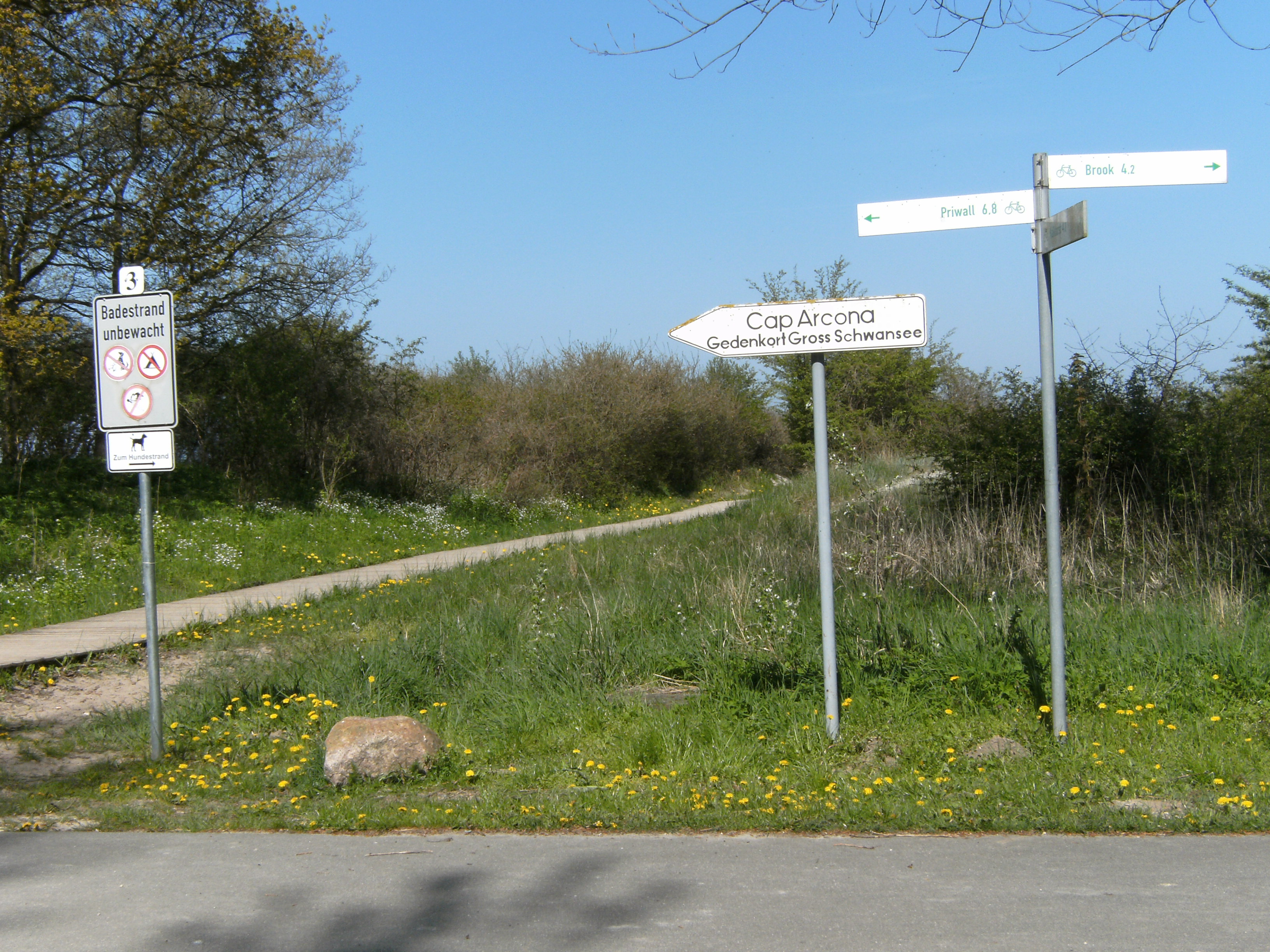
Fuß-/Fahrradweg zur Gedenkstätte Cap Arcona Groß Schwansee
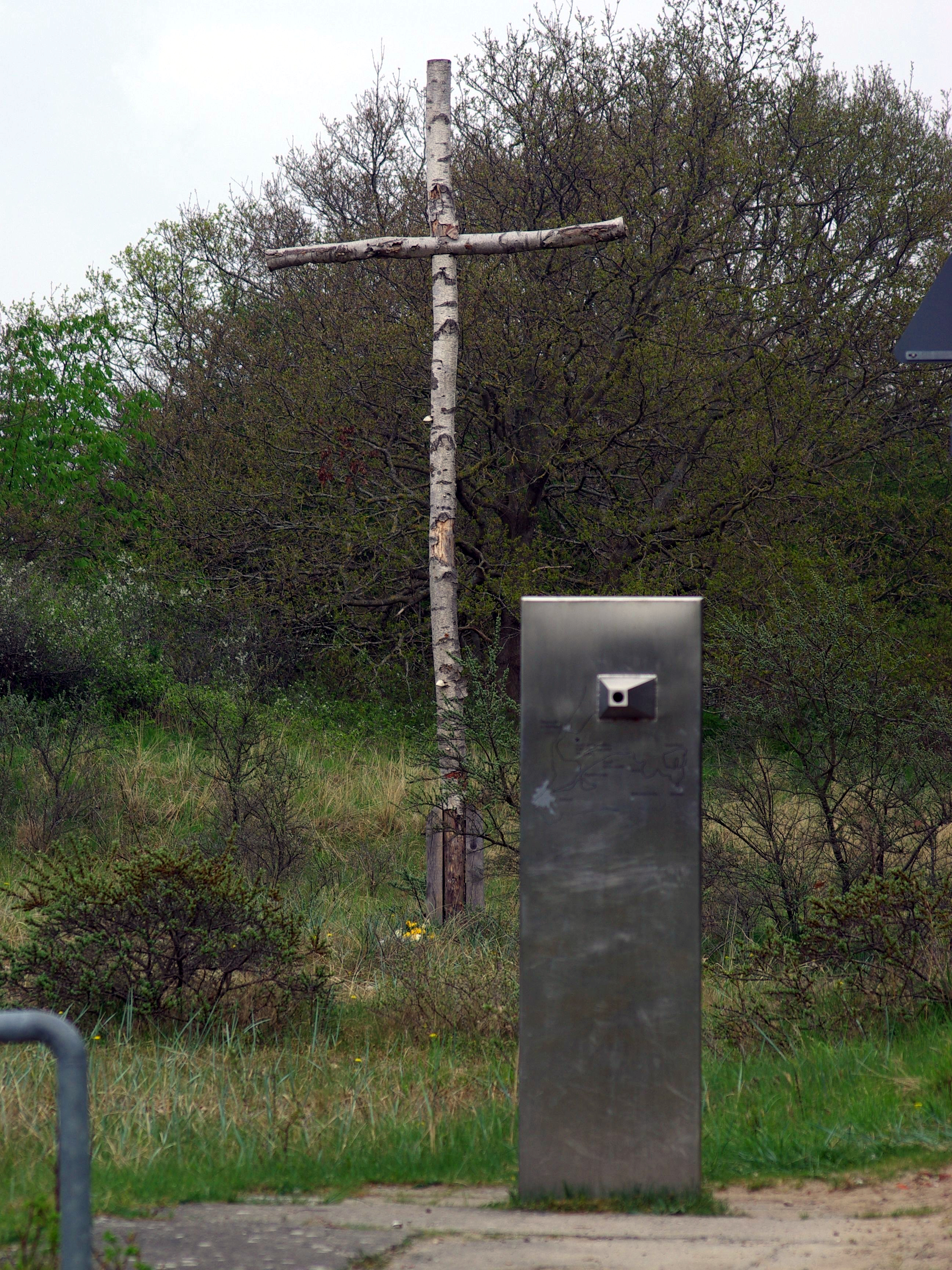
Gedenkstätte für die Toten der Cap Arcona bei Groß Schwansee
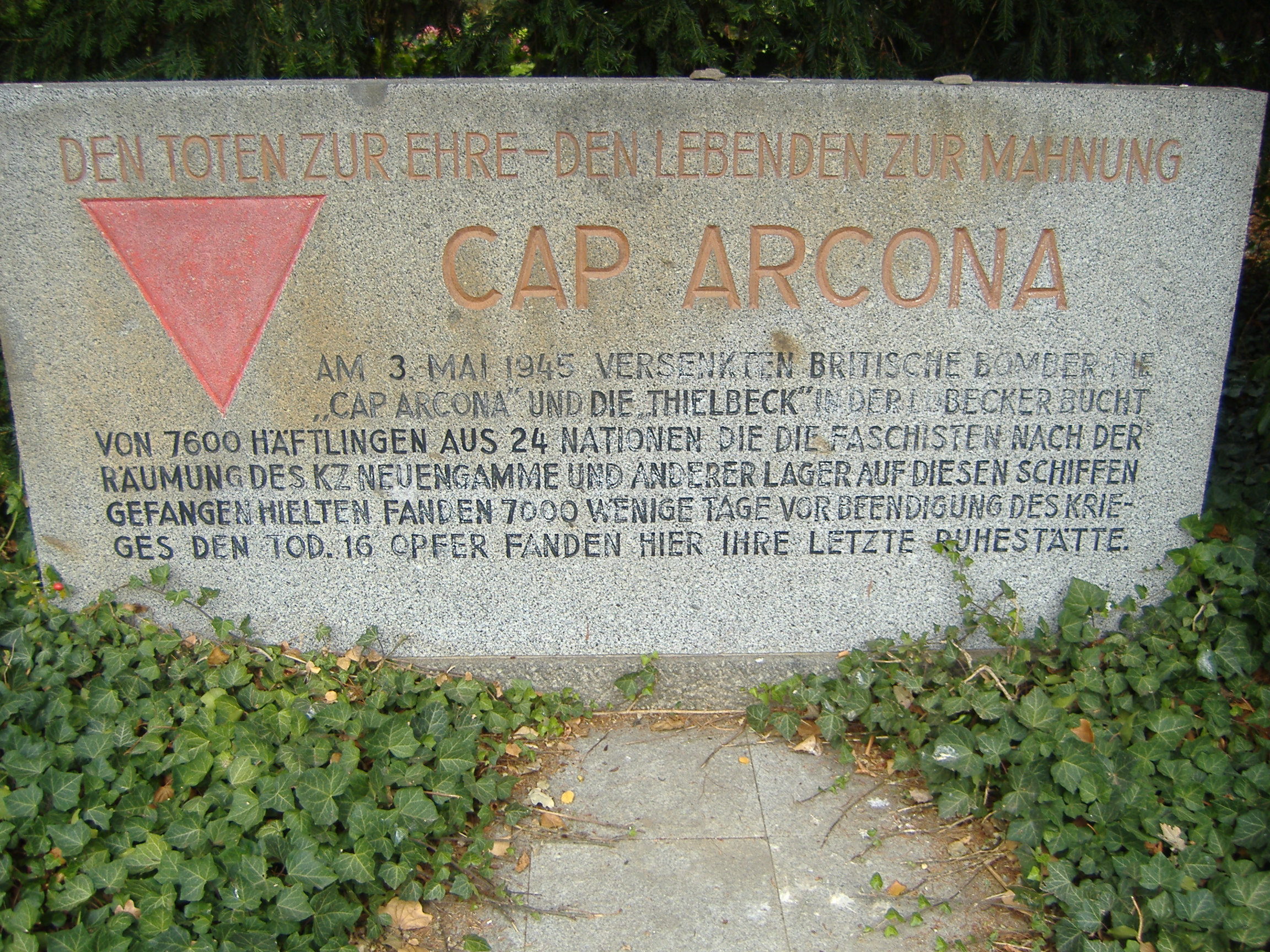
Massengrab für 16 Opfer und Ehrenmal für die Opfer der Cap Arcona auf dem Alten Friedhof in Klütz
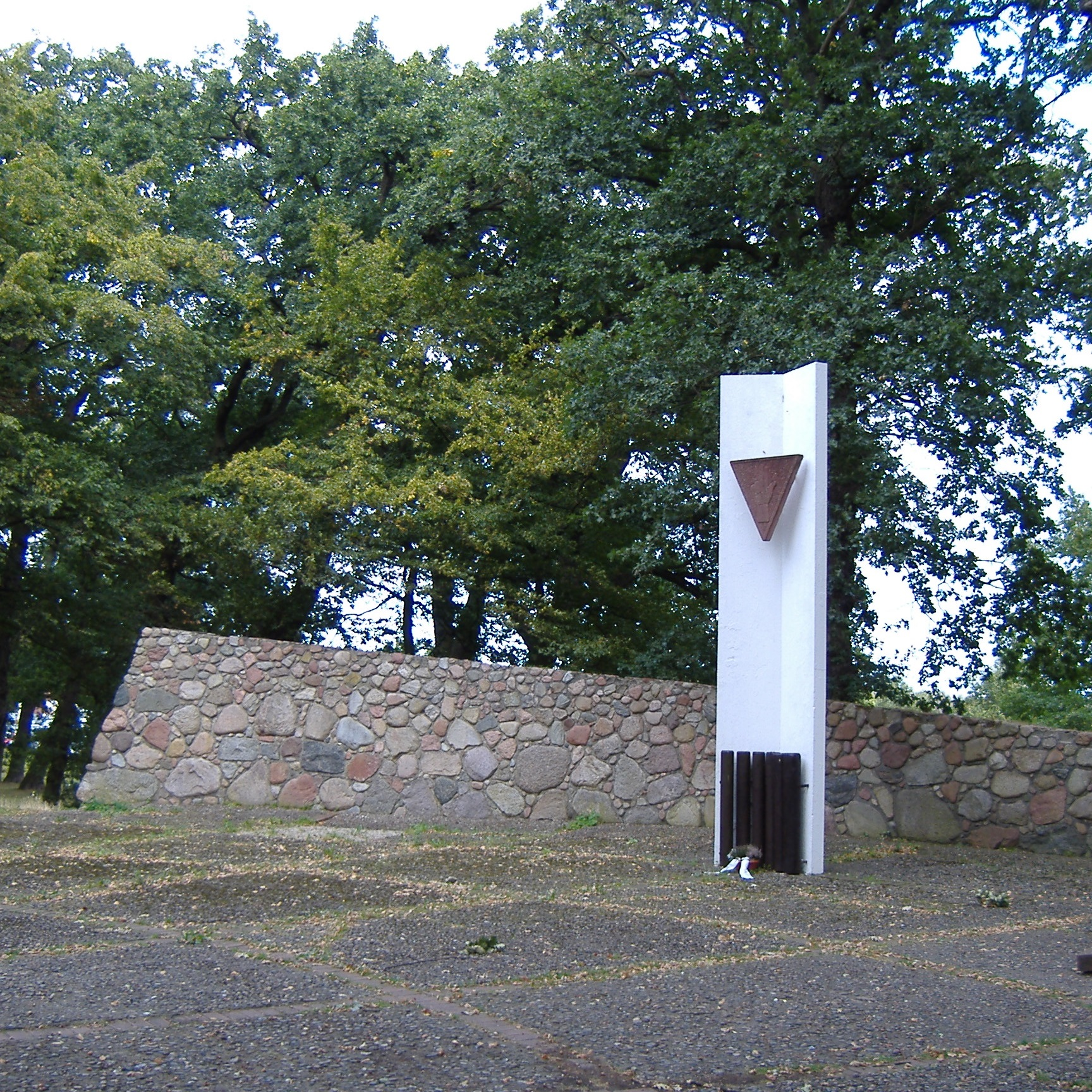
Mahnmal für die Toten der Cap Arcona auf der Insel Poel

Viele Leichen wurden über die Ostsee bis an die Strände der Insel Poel (Wismarer Bucht in Mecklenburg-Vorpommern) getrieben.
407 Leichen wurden zunächst bei Groß Schwansee (Kreis Grevesmühlen) bestattet.
Wegen des Grenzausbaus mit Sperrgebiet wurde die provisorische Gedenkstätte entfernt, die Toten 1955 nach Grevesmühlen umgebettet und später dort eine Gedenkstätte auf dem Tannenberg errichtet. Diese wurde die zentrale Erinnerungsstätte innerhalb der DDR. Der Friedhof/die Gedenkstätte Cap Arcona (Grevesmühlen) ist als runder Hain im Wald angelegt. Der Friedhof liegt südlich der Bahnstation. Vom Parkplatz in Höhe der Tannenbergstraße 27 führt ein Trampelpfad zum Friedhof im Wald (Lage).
Im Jahre 2006 wurde in Groß Schwansee erneut eine Gedenkanlage errichtet, an der auch der nicht beigesetzten Opfer der Katastrophe gedacht werden kann. Jährlich um den 3. Mai wird der Opfer durch eine Gedenktour von rund 150 Radlern von Grevesmühlen zum ehemaligen Massengrab bei Groß Schwansee gedacht. Eine direkte Straße führt von Kalkhorst zu einem Parkplatz in Strandnähe. Von dort führt ein Weg zum Fuß-/Fahrradweg, der längs der Ostsee verläuft. Zwei Kilometer westwärts liegt die Gedenkstätte (Lage).
Auf dem Alten Friedhof (beim Kindergarten) in Klütz sind 16 Tote des Untergangs der Cap Arcona beigesetzt. Massengrab und Denkmal befinden sich in der Mitte des Hauptweges des Alten Friedhofs (nicht des Neuen Friedhofs), dann seitlich (Lage).
Auf dem Inselfriedhof Kirchdorf auf Poel sind 28 Opfer begraben. Heute befindet sich im Gemeindeteil Schwarzer Busch nahe dem Strand eine kleine Gedenkstätte, die knapp über den Untergang der Schiffe informiert (Lage).

### Künstlerische Rezeption: Alfred Hrdlickas „Mahnmal gegen den Krieg“ am Hamburger Dammtor

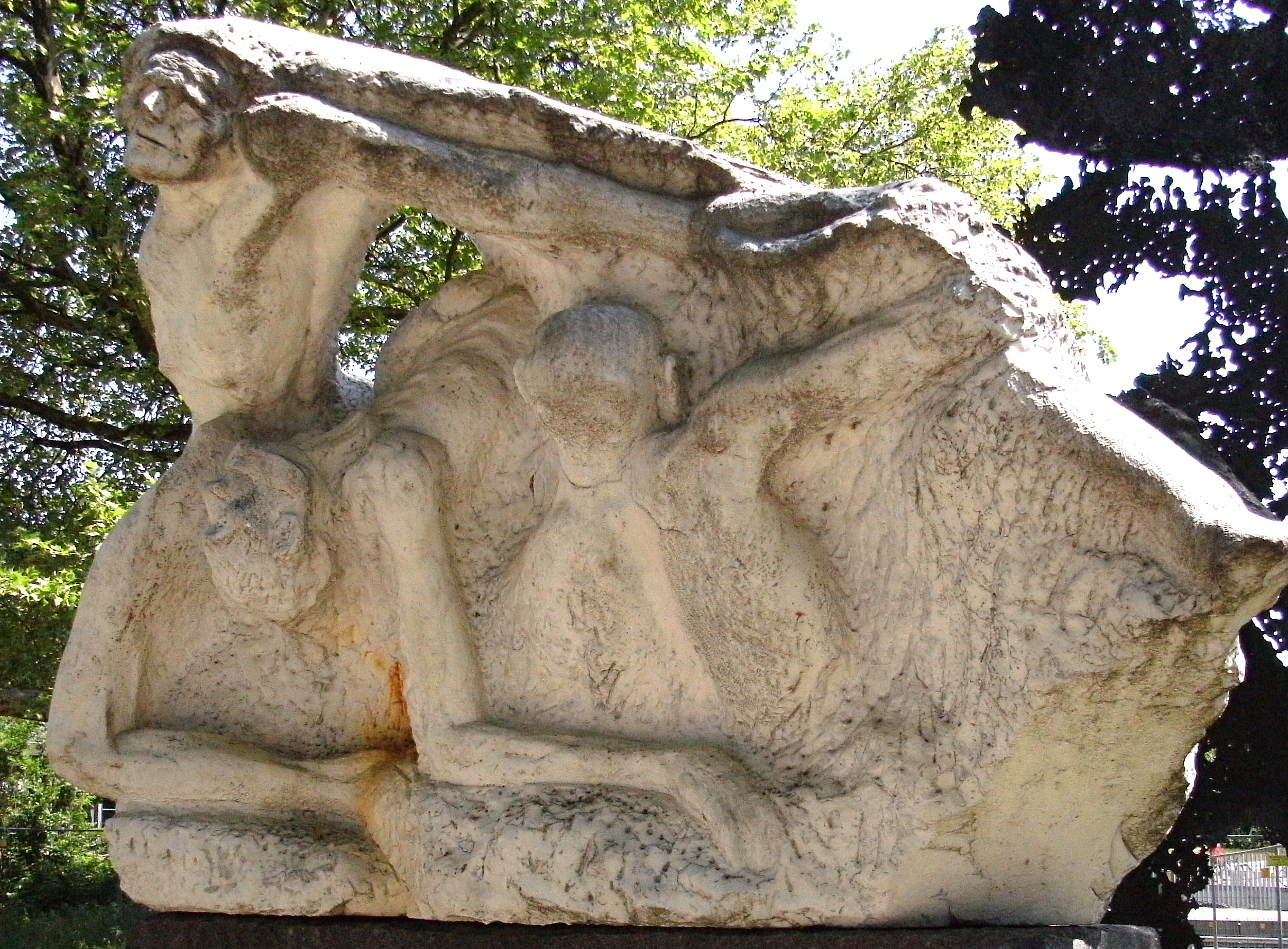
Hrdlickas Fluchtgruppe Cap Arcona als Teil des Gegendenkmals am Hamburger Dammtor

Thematisch aufgegriffen wird das Schicksal der Opfer des Untergangs der Cap Arcona in einem Teil des Hamburger Mahnmals gegen den Krieg von Alfred Hrdlicka. Das Skulpturen-Ensemble am Dammtor dient als Gegenprojekt zu dem kriegsverherrlichend wahrgenommenen 76er-Denkmal und zeigt als Motiv unter anderem eine aus Marmor gearbeitete Menschengruppe, die von einer großen Welle erfasst wird und den Cap-Arcona-Untergang darstellen soll. Die Einweihung dieses zweiten Teils des Hrdlicka-Denkmals mit dem Titel Fluchtgruppe Cap Arcona fand am 29. September 1986 statt. Ein weiterer Teil des Denkmals ist den Opfern des sogenannten Hamburger Feuersturms im Zuge der alliierten Luftangriffe auf Hamburg im Sommer 1943 (Operation Gomorrha) gewidmet.

### Museen und Dokumentationen

#### Museen
In Neustadt in Holstein gibt es das Museum Cap Arcona als Teil des Museums der Stadt Neustadt in Holstein in der Kremper Straße am Kremper Tor. Im Städtischen Museum Grevesmühlen am Kirchplatz befindet sich die Dauerausstellung Cap Arcona (Luxusliner, Katastrophe und Gedenken). Im Heimatmuseum der Insel Poel wird ebenfalls der Cap-Arcona-Katastrophe gedacht.

#### Sterbedaten und -urkunden
In der KZ-Gedenkstätte Neuengamme wurden die Daten der Verstorbenen der Cap-Arcona-Katastrophe zentral dokumentiert.

## Bilder von Zeitzeugen
- Berl Friedler: Der Untergang der Häftlingsflotte vor Neustadt. Zeichnung.[54]

## Darstellung im Film
- 1981/82 produzierte das DDR-Fernsehen den Film Der Mann von der ‚Cap Arcona‘, der die Geschichte Erwin Geschonnecks beim Untergang der Cap Arcona thematisierte.[55]
- 1995 koproduzierte der Norddeutsche Rundfunk (NDR) einen abendfüllenden Kino-Dokumentarfilm über die Geschehnisse des 3. Mai 1945 unter dem Titel Der Fall Cap Arcona.[56]